# Dans la diagonale
Dans la diagonale est un roman de François Bégaudeau, paru en 2006.

## Résumé
Jules marche tranquillement dans la rue, lorsque tout à coup, surgit du passé Jacques. Jules et Jacques ne se sont pas vu depuis des années mais Jacques feint de l'ignorer et va jusqu'à inviter Jules à un week-end dans sa maison de campagne. Jules n'a pas d’autre choix que d'accepter. Il s'y rend en auto-stop.
À peine arrivé à cette fête, Jules ne peut que constater le manque d'intérêt de chacun des convives. À moins qu'un intrus ne redonne à Jules l'envie de s'amuser. Cependant, la femme de Jacques, Annabelle, se plaint d'avoir été violée par Jules (le lecteur ignore la vérité). Il s'ensuit alors une fuite en avant sans fin.

## Analyse
Au début du roman, Jules, le narrateur, essaie d'éviter Jacques, une vieille connaissance, pour éviter d'avoir à répéter les sempiternelles répliques d'usage. Il est toutefois invité à la campagne et, filtré par la conscience du narrateur, les comportements et les dialogues sont mis à distance et apparaissent dans toute leur vacuité.
Comme dans son son précédent roman, Jouer juste, l'auteur s'intéresse au point de vue technique des histoires, notamment des histoires d'amour : comment les personnes se tiennent dans l'espace, comment on marche ensemble...
La séquence de l'auto-stop voit se succéder cinq monologues (des conducteurs) et se veulent dresser un état du monde.

## Inspirations
L'auteur a souhaité donner un caractère horrifique à son roman, avec un personnage confiné dans une maison symbolisant l'enfance du narrateur.
Le milieu social des convives de la fête est celui de la classe moyenne de gauche, que l'auteur connaît bien.